# Leonid Borisovič Kogan

Leonid Kogan e Maria Callas

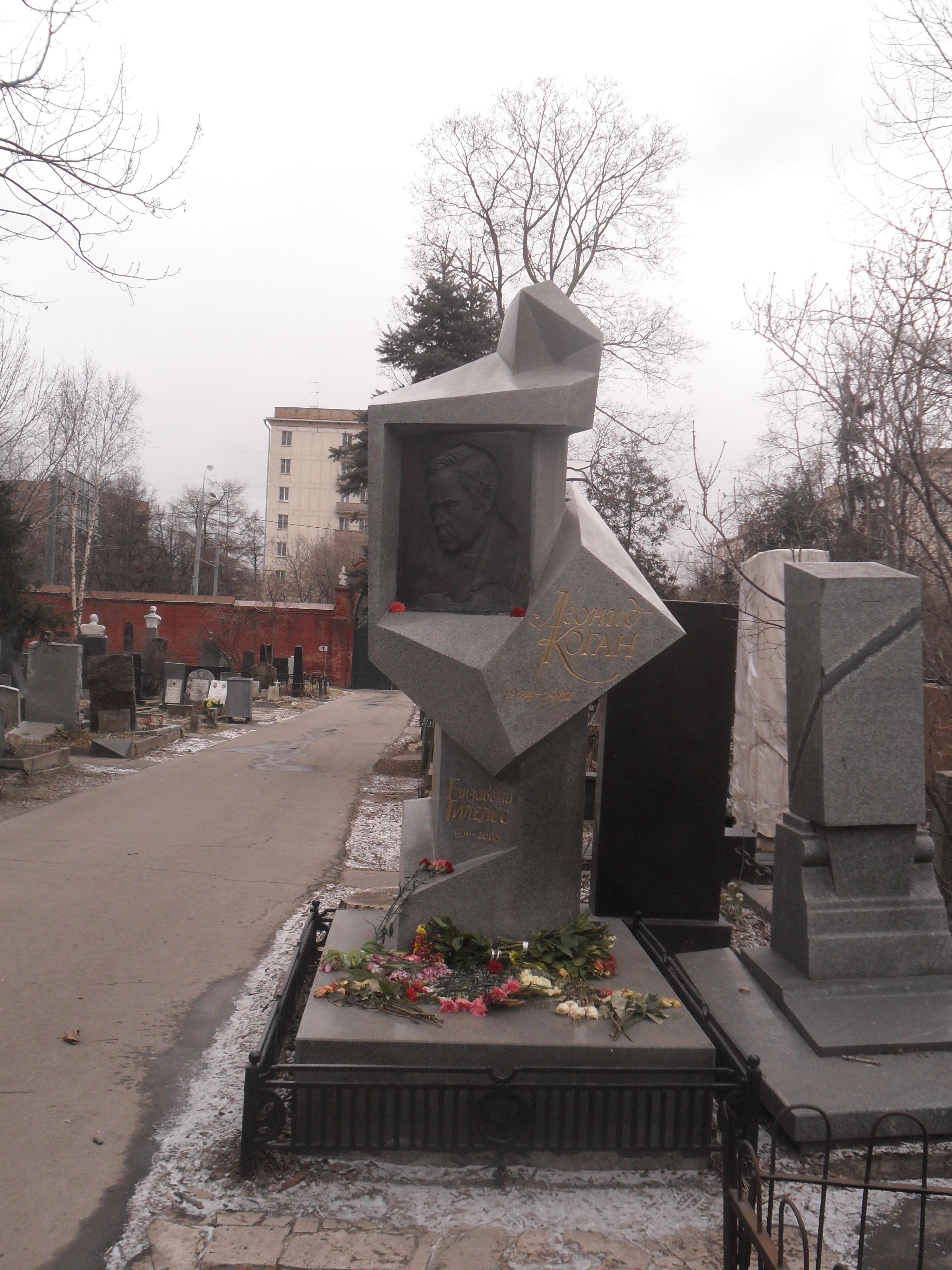
La tomba di Leonid Kogan nel cimitero di Novodevičij a Mosca

Leonid Borisovič Kogan (in russo Леони́д Бори́сович Ко́ган?; Dnepropetrovsk, 14 novembre 1924 – Mosca, 17 dicembre 1982) è stato un violinista sovietico.

## Biografia
Nato da genitori di professione fotografi, si appassionò da giovanissimo al violino nella scuola della sua città natale. Trasferitosi con la famiglia a Mosca, fu notato per il suo talento dal grande violinista Thibaud e mandato a studiare presso la Scuola Centrale di Musica e quindi, dal 1943, al Conservatorio di Mosca. Il nome di Kogan affiorò alla ribalta internazionale con la sua vittoria del 1951 al prestigiosissimo Concorso Regina Elisabetta di Bruxelles, oltre dieci anni dopo il suo debutto concertistico ufficiale, avvenuto a Mosca nel 1941 con il Concerto per violino di Brahms, quando Leonid aveva solo 17 anni.
Affermatosi anche all'estero, effettuò numerose tournée in Europa e in America esibendosi sia come solista, sia come componente di un celebre trio accanto al violoncellista Mstislav Rostropovič ed al pianista Ėmil' Gilel's.
Docente al Conservatorio di Mosca, è stato con Ojstrach il più grande violinista sovietico del suo tempo; la tecnica perfetta in lui si accompagnava ad un rigore interpretativo esente da qualsiasi ricerca di effetti.
In Russia ricevette numerosi riconoscimenti, tra cui quello di Artista del Popolo dell'Unione Sovietica nel 1964 e il Premio Lenin nel 1965.
Nel 1976 Kogan divenne membro della giuria di quello stesso concorso che lo aveva fatto conoscere al mondo, il Concorso Regina Elisabetta.
Sposato con la violinista e didatta Elizaveta Gilel's, sorella del celebre pianista Ėmil' Gilel's, ebbe due figli musicisti: Pavel, violinista e direttore d'orchestra (Mosca 1952), e Nina, pianista (Mosca 1954), che è spesso stata sua accompagnatrice.